# Carson Foster
Carson Foster (Cincinnati, 26 de octubre de 2001) es un deportista estadounidense que compite en natación.
Participó en los Juegos Olímpicos de París 2024, obteniendo dos medallas, plata en 4 × 200 m libre y bronce en 400 m estilos.
Ganó ocho medallas en el Campeonato Mundial de Natación entre los años 2022 y 2024, y diez medallas en el Campeonato Mundial de Natación en Piscina Corta entre los años 2021 y 2024.
En diciembre de 2024 estableció una nueva plusmarca mundial en piscina corta del relevo 4 × 200 m libre (6:40,51).
Estudió el grado en Comunicación y Liderazgo en la Universidad de Texas en Austin.

## Palmarés internacional
| Juegos Olímpicos                    | Juegos Olímpicos      | Juegos Olímpicos  | Juegos Olímpicos |
| Año                                 | Lugar                 | Medalla           | Prueba           |
| ----------------------------------- | --------------------- | ----------------- | ---------------- |
| 2024                                | París (Francia)       | Medalla de plata  | 4 × 200 m libre  |
| 2024                                | París (Francia)       | Medalla de bronce | 400 m estilos    |
| Campeonato Mundial                  |                       |                   |                  |
| Año                                 | Lugar                 | Medalla           | Prueba           |
| 2022                                | Budapest (Hungría)    | Medalla de oro    | 4 × 200 m libre  |
| 2022                                | Budapest (Hungría)    | Medalla de plata  | 200 m estilos    |
| 2022                                | Budapest (Hungría)    | Medalla de plata  | 400 m estilos    |
| 2023                                | Fukuoka (Japón)       | Medalla de plata  | 400 m estilos    |
| 2023                                | Fukuoka (Japón)       | Medalla de plata  | 4 × 200 m libre  |
| 2024                                | Doha (Catar)          | Medalla de plata  | 200 m estilos    |
| 2024                                | Doha (Catar)          | Medalla de bronce | 4 × 100 m libre  |
| 2024                                | Doha (Catar)          | Medalla de bronce | 4 × 200 m libre  |
| Campeonato Mundial en Piscina Corta |                       |                   |                  |
| Año                                 | Lugar                 | Medalla           | Prueba           |
| 2021                                | Abu Dabi (EAU)        | Medalla de oro    | 4 × 200 m libre  |
| 2021                                | Abu Dabi (EAU)        | Medalla de plata  | 200 m estilos    |
| 2021                                | Abu Dabi (EAU)        | Medalla de bronce | 400 m estilos    |
| 2022                                | Melbourne (Australia) | Medalla de oro    | 4 × 200 m libre  |
| 2022                                | Melbourne (Australia) | Medalla de plata  | 200 m estilos    |
| 2022                                | Melbourne (Australia) | Medalla de plata  | 400 m estilos    |
| 2022                                | Melbourne (Australia) | Medalla de bronce | 4 × 100 m libre  |
| 2024                                | Budapest (Hungría)    | Medalla de oro    | 4 × 200 m libre  |
| 2024                                | Budapest (Hungría)    | Medalla de plata  | 400 m libre      |
| 2024                                | Budapest (Hungría)    | Medalla de plata  | 400 m estilos    |